# سولومون آپتون
سولومون آپتون (انگلیسی: Solomon Upton; ۷ فوریهٔ ۱۸۹۱ – ۱۹۷۲ (۸۰−۸۱ سال)) بازیکن فوتبال اهل بریتانیا بود.
از باشگاه‌هایی که در آن بازی کرده‌است می‌توان به باشگاه فوتبال پلیموث آرگیل، باشگاه فوتبال کترینگ تاون، باشگاه فوتبال پورتسموث، و باشگاه فوتبال تاتنهام هاتسپر اشاره کرد.